# XKeyscore
XKeyscore est un programme de surveillance de masse créé par la NSA et opéré conjointement avec les services de renseignements britanniques, canadiens, australiens et néo-zélandais, services dont la coopération historique en matière de partage de l'information a entraîné le surnom des « Five Eyes ». Il permettrait une « collecte quasi systématique des activités de tout utilisateur sur Internet », grâce à plus de 700 serveurs localisés dans plusieurs dizaines de pays,,.

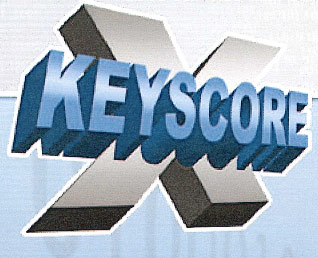
Logo du programme XKeyscore de la NSA, issu du dossier de présentation du 25 février 2008

## Présentation

### Historique des révélations
Le fonctionnement et les capacités du programme XKeyscore ont été révélées successivement en juillet 2013 par les journaux The Sydney Morning Herald, Der Spiegel,, O Globo, et The Guardian, sur la base des informations communiquées par le lanceur d'alerte Edward Snowden.
Selon le journal O Globo, XKeyscore détecte la nationalité des utilisateurs en analysant la langue utilisée dans les courriels interceptés, et affirme que cette technique a été utilisée pour l'Amérique latine, spécialement en Colombie, en Équateur, au Venezuela et au Mexique,. Selon Der Spiegel, XKeyscore a également la possibilité d'importer rétroactivement plusieurs jours de métadonnées échangées, ainsi que le contenu de communications. L'article dresse une liste des termes utilisés dans un moteur de recherche comme un exemple des possibilités d'interception de XKeyscore.
Le 31 juillet 2013, le journaliste Glenn Greenwald publie dans le journal The Guardian un article détaillant les fonctionnalités du programme, ainsi qu'un dossier de présentation (32 planches) de la NSA du programme Xkeyscore daté du 25 février 2008.

### Un programme international

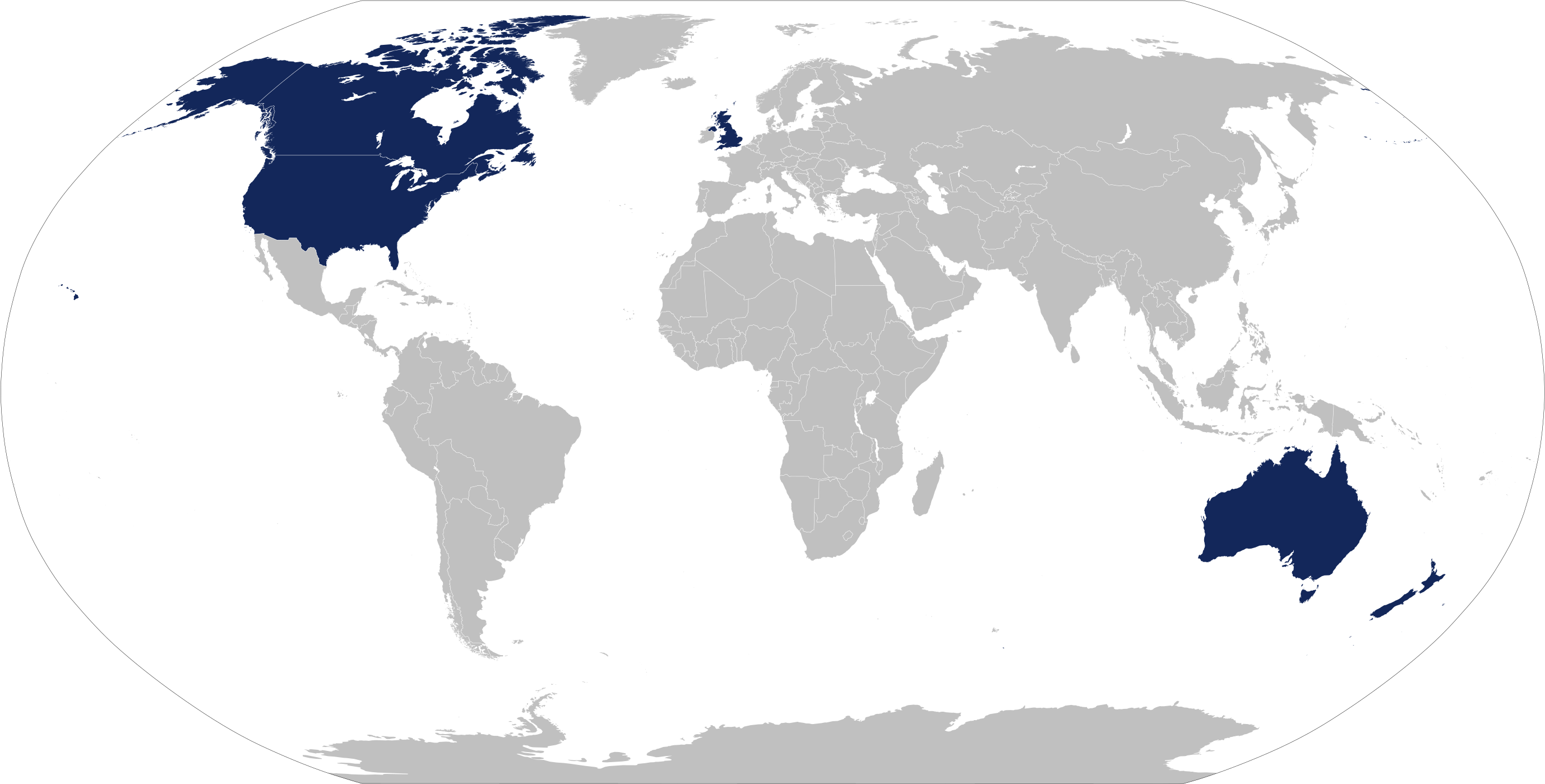
Pays participant au traité UKUSA à titre de partenaires principaux (la carte n'inclut pas les pays tiers)

Plusieurs pays participent au programme XKeyscore, dont les États-Unis, l'Australie et la Nouvelle-Zélande,.
Selon les documents publiés par le journal Der Spiegel et obtenus par Snowden, les agences de renseignements allemandes BND (renseignement étranger) et BfV (renseignement intérieur) ont eu accès à XKeyscore et l'ont utilisé. Dans ces documents, l'agence BND fut décrite par la NSA comme le partenaire le plus prolifique en recherche d'information.
En février 2008, selon the Guardian, plus de 700 serveurs XKeyscore étaient déployés dans plus de 150 sites au sein de dizaines de pays, incluant la majeure partie des pays européens, la Chine, l'Inde, le Brésil et la Russie.
En Australie, le programme est centré sur quatre bases : Pine Gap près d'Alice Springs, Shoal Bay près de Darwin, ADSCS à Geraldton, Harman à l'extérieur de Canberra. En Nouvelle-Zélande, un site se trouve au GCSB Waihopai.
De nombreuses entreprises privées, principalement américaines, comme L-3 Communications, Tasc, Cytech Services, SAIC, Raytheon ou BAE Systems contribuent au développement du programme.
En 2012 et en 2014, la National Security Agency (NSA) américaine a utilisé un partenariat avec le Forsvarets Efterretningstjeneste (FE) pour mettre sur écoute les câbles internet sous-marins à l'aide de XKeyscore depuis une base à Sandagergårdan près de Copenhague en accord avec le gouvernement danois, le Danemark étant le lieu d’atterrissage de plusieurs câbles transatlantiques, et un point de transit pour des câbles terrestres européens. Ce qui a permis d’espionner des dirigeants, des hommes politiques de premier plan et des fonctionnaires de haut rang en Allemagne, en Suède, en Norvège et en France. Cette opération portant le nom de code « Opération Dunhammer » a permis d'espionner outre la chancelière allemande, le ministre allemand des affaires étrangères Frank-Walter Steinmeier, et le chef alors de l’opposition allemande, Peer Steinbrück. L’opération secrète se serait brusquement arrêtée en 2014 après que des responsables du gouvernement danois ont appris la collaboration NSA-FE à la suite des fuites d'Edward Snowden. Danmarks Radio (DR) à l'origine de l'enquête avait déjà rapporté que les États-Unis avaient utilisé les câbles danois pour espionner les industries de défense danoise et européenne de 2012 à 2015,.

### Une surveillance de masse des activités des internautes
Le programme XKeyscore permet une collecte quasi systématique des activités de tout utilisateur sur Internet (notamment en interceptant le protocole HTTP) :
- Les courriels (adresse émettrice, adresses destinataires, date et heure, objet, contenu et pièces jointes)[1].
- Les activités sur les réseaux sociaux. Avec l'aide d'un outil complémentaire appelé DNI Presenter, les analystes de la NSA sont en mesure de lire les messages privés échangés sur les réseaux sociaux, comme Facebook, par un internaute donné, à partir d'un simple nom d'utilisateur[15].
- L'historique de navigation d'un utilisateur, des sites visités ou recherches effectuées sur les moteurs de recherche comme Google.
- Et, d'une manière générale, tout formulaire rempli par l'internaute (contenu, identifiant — et vraisemblablement les mots de passe —)[1].

La NSA est ainsi capable d'intercepter l'ensemble des informations d'une session de navigation sur Internet (adresse Internet des sites visités, paramètres, cookie). L'agence est également capable d'obtenir les adresses IP de toute personne qui visite un site défini par l'analyste.
Les analystes de la NSA peuvent intercepter en temps réel les informations, sauf si la communication est réalisée dans un « tunnel chiffré » (VPN). Dans ce cas, le décryptage se fait a posteriori (l'impact du recours à des connexions sécurisées de type SSL n'est pas évoqué).
Cette surveillance de masse est dans le périmètre de Boundless Informant.

### Durée d'enregistrement et de consultation des données
L'article détaillé publié dans The Guardian, sur la base des informations datant de 2008, affirme que XKeyscore collecte simultanément tellement de données qu'elles ne peuvent être enregistrées que pour une courte période. Le contenu reste sur le système pour seulement 3 à 5 jours, pendant que les métadonnées restent enregistrées durant 30 jours. Le même article indique, sur certains sites, « les quantités de données que nous recevons par jour (+ de 20 téraoctets) peuvent seulement être enregistrées pour 24 heures au plus ». Les données identifiées comme intéressantes sont ensuite stockées pour une durée de 5 ans.
Glenn Greenwald précise que les bases de données de la NSA ont collecté au fil des années des communications permettent aux analystes de rechercher et d'écouter « les appels ou les courriels de tout ce que la NSA a sauvegardé, ou regarder les historiques de navigation ou les termes que vous avez utilisé lors de recherches Google, et ça les alerte pour toute activité qu'une personne connectée avec telle adresse courriel ou telle adresse IP fait dans le futur ».

### Des recherches effectuées sans autorisation préalable
Selon Glenn Greenwald du journal The Guardian, même les analyses de bas niveau sont autorisées par la NSA, ce qui permet de chercher et d'écouter des communications d'Américains et autres sans l'approbation ou la supervision de la cour. Greenwald a déclaré que les analystes de bas niveau peuvent, à l'aide d'un système comme X-Keyscore, « lire n'importe quel courriel désiré, écouter n'importe quel appel téléphonique, historique de navigation Web, documents Word. Et tout cela est fait sans demander à une cour, sans demander l'approbation d'un superviseur pour cette part d'analyse ».
Les diapositives publiées dans le journal The Guardian en 2013 prétendent que X-Keyscore a joué un rôle dans la capture de 300 terroristes depuis 2008. Ces affirmations n'ont cependant pas encore été confirmées, les diapositives ne citant pas les instances d'intervention en terrorisme.

### Analyse du code source de XKeyscore
Le 3 juillet 2014, le site web tagesschau.de indique qu'après analyse du code source de XKeyscore par Lena Kampf, Jacob Appelbaum et John Goetz, il apparait que la NSA considère comme « extrémiste » potentiel toute personne (excepté les personnes américaines, britanniques, canadiennes, australiennes et néo-zélandaises) qui s'est intéressée au réseau Tor ou à la distribution Linux Tails, même sans les avoir installés. Ainsi le site officiel de Tor est observé ainsi que les serveurs racines de Tor et les connexions vers bridges.torproject.org. Par ailleurs, XKeyscore semble capable de lire l'ensemble du contenu des emails envoyés à bridges@torproject.org et pas uniquement les métadonnées.
L'analyse du code source aurait également révélé que toutes les données relatives à un des pays des Five Eyes sont traitées de manière différentes de celles provenant d'autres pays,.

### Supports de présentation du programme
- Une présentation partiellement censurée de XKeyscore datant de 2008. (PDF, 27.26 MB)

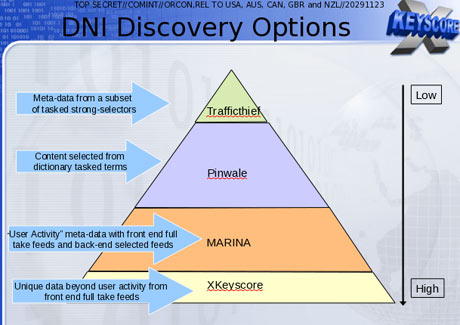
« DNI Discovery Options » : des différentes bases de données de la NSA, XKeyscore est celle qui stocke le plus de données, mais le moins triées et sur la durée la plus courte.
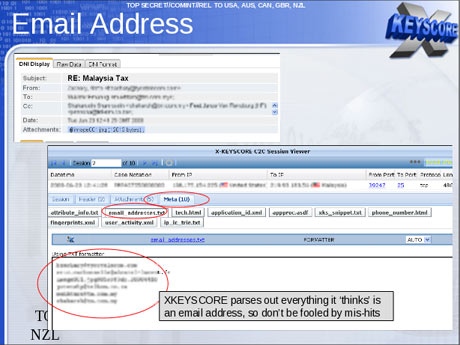
Affichage d'une session de XKeyscore analysant des adresses e-mail.
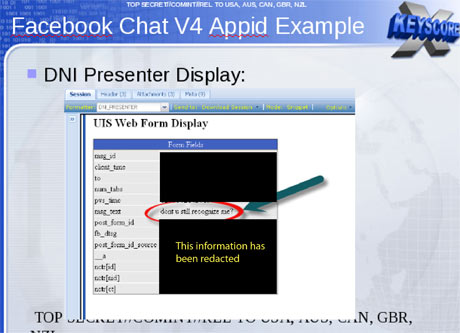
Exemple avec un identifiant de l'application Facebook Chat V4.
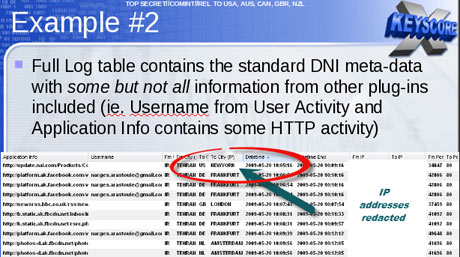
Log de métadonnées.
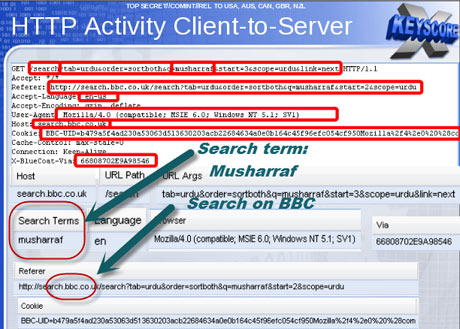
Activité HTTP de client à serveur.
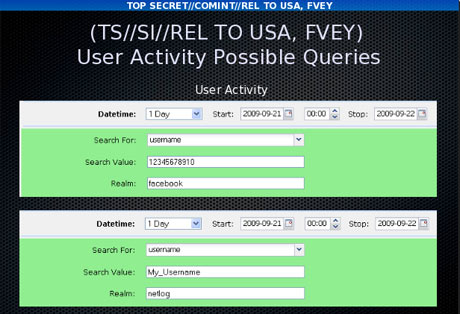
Requêtes possibles de l'activité d'un utilisateur.
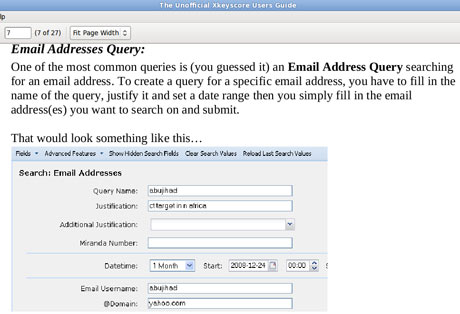
Formulaire de requête d'adresse e-mail avec le champ « justification ».
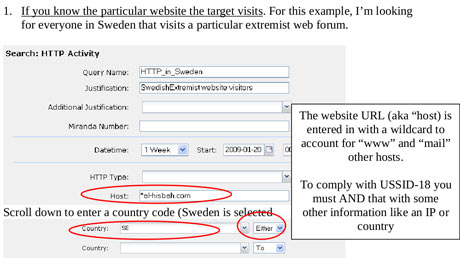
Formulaire de requête d'activité HTTP avec le champ « justification ».
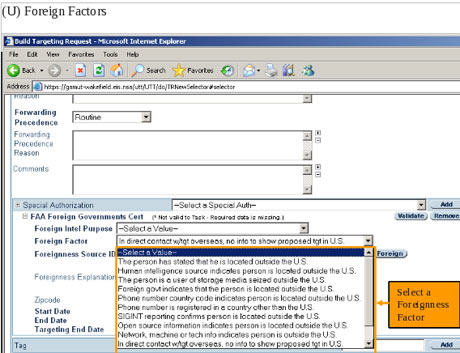
Facteurs indiquant que la cible est hors des États-Unis à sélectionner dans l'outil de ciblage.
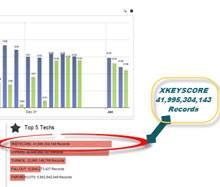
Capture d'écran de Boundless Informant montrant que XKeyscore a la plus grande base de données avec près de 42 milliards d'entrées en 2012.

## Réactions

### Réponse de la NSA
Dans un communiqué de presse du 30 juillet 2013, la NSA confirmait l'existence du programme et indiquait que « Les affirmations selon lesquelles la collecte d'informations par la NSA est arbitraire et sans contrainte est fausse. Les activités de l'Agence sont déployées contre, et seulement contre, les cibles légitimes et étrangères […] afin de protéger [les États-Unis d'Amérique] et [leurs] intérêts. Les allégations d'un accès large, sans contrôle des analystes aux données de la NSA sont tout simplement fausses. L'accès à Xkeyscore est limité aux personnels qui en ont besoin dans le cadre de leurs tâches. […] Il existe de nombreux contrôles techniques, manuels et hiérarchiques pour éviter les abus. ».

### Mise en place de solutions de chiffrement
À la suite des révélations du Guardian, Jimmy Wales, le cofondateur de Wikipédia, a annoncé que l'encyclopédie collaborative mettrait en place un renforcement de sa sécurité. Il a ainsi indiqué sur son compte Twitter : « Le fait que la NSA surveille ce que VOUS lisez sur Wikipedia me pousse à vouloir accélérer le passage au SSL ». La fondation Wikimedia a annoncé que la solution de sécurité HTTPS sera activée par défaut pour l'ensemble de ses utilisateurs authentifiés, à partir du 21 août 2013.
Le 30 juillet 2013, Facebook a annoncé la généralisation de la connexion en HTTPS de ses utilisateurs.